# 12362 Mumuryk
12362 Mumuryk este un asteroid din centura principală de asteroizi.

## Descriere
12362 Mumuryk este un asteroid din centura principală de asteroizi. A fost descoperit pe 15 octombrie 1993 la Kitami de Kin Endate și Kazuro Watanabe. Asteroidul prezintă o orbită caracterizată de o semiaxă mare de 3,13 ua, o excentricitate de 0,10 și o înclinație de 14,0° în raport cu ecliptica.